# مارفل ضد كابكوم: إنفنيت

شعار اللعبة

مارفل فيرسز كابكوم: إنفنيت (بالإنجليزية: Marvel vs. Capcom: Infinite)‏ هي لعبة فيديو من نوع قتال، صدرت اللعبة بتاريخ 19 سبتمبر 2017، وهي تدعم لأجهزة ويندوز وبلاي ستيشن 4 وإكس بوكس ون. اللعبة من تطوير ونشر شركة كابكوم اليابانية. اللغة العربية من ضمن اللغات التي تدعمها اللعبة. وهي اللعبة الرئيسية السادسة في سلسلة مارفل فيرسز كابكوم. تم الإعلان عنها في مؤتمر بلايستيشن إكسبيرينس لشركة سوني في ديسمبر 2016، وتدعم اللغة العربية.

## الشخصيات
من الشخصيات التي تتضمنها اللعبة:
- كابتن أمريكا
- عين الصقر
- الرجل الحديدي
- كريس ريدفيلد
- أولترون
- تشن لي
- ريو
- الرجل الأخضر

## وصلات خارجية
- الموقع الرسمي